# Dufourea minuta
De Dufourea minuta (tên tiếng Anh: composietglansbij) là một loài Hymenoptera trong họ Halictidae. Loài này được Lepeletier mô tả khoa học năm 1841.